# Кожухов
Кожухов (пољ. Kożuchów) је град у Пољској у Војводству Лубушком у Повјату nowosolski. Према попису становништва из 2011. у граду је живело 9.784 становника.

## Становништво
Према прелиминарним подацима са пописа, у граду је 2011. живело 9.784 становника.
| 2002. | 2011. | 2012. |
| ----- | ----- | ----- |
| 9.636 | 9.784 | 9.718 |